# Magic Lantern (Firmware)
Magic Lantern (englische Bezeichnung für Laterna magica) ist eine herstellerunabhängige Firmwareerweiterung für verschiedene Digitalkameras des japanischen Herstellers Canon. Sie erweitert softwareseitig vor allem die Videofunktionen der Kameras. Es wird dabei das neu eingeführte Echtzeitbetriebssystem DryOS für den DIGIC-4- oder DIGIC-V-Bildprozessor verwendet. Die Software wird unter der GNU General Public License veröffentlicht.

## Entwicklungsgeschichte
Magic Lantern wurde im Jahr 2009 von Trammel Hudson für die Canon EOS 5D Mark II geschrieben. Im Juli 2010 wurde es von demselben Autor auf die Canon EOS 550D (Version 1.0.8) portiert. Von verschiedenen Entwicklern, die die freie Firmware-Erweiterung Canon Hack Development Kit (CHDK) für digitale Canon-Kompaktkameras entwickelt haben, wurde Magic Lantern ab September 2010 für den Einsatz auf weitere EOS-Kameras portiert.
Seit 2011 wird Magic Lantern von mehreren Entwicklern unter stetigem Wechsel weiterentwickelt; maßgebende Entscheidungen werden jedoch von den Hauptentwicklern „a1ex“, „g3gg0“ und „nanomad“ getroffen. „a1ex“ hat das Team 2020 verlassen.
Nachdem die Entwicklung mehrere Jahre stillgestanden hatte, meldeten sich die Entwickler im Juni 2025 zurück. Es werden nun die Kameramodelle EOS 200D, EOS 750D, EOS 6D Mark II und EOS 7D Mark II und somit erstmals DIGIC-6- und DIGIC-7-Prozessoren unterstützt. Zusätzlich wurde der Entwicklungsprozess modernisiert und findet auf Basis von Git statt. Neuer Hauptentwickler ist „names_are_hard“.

## Unterstützung
Derzeit (Stand: Juli 2025) werden folgende Modelle unterstützt:
| Kamera (EOS) |
| ------------ |
| 5D Mark II   |
| 5D Mark III  |
| 6D           |
| 6D Mark II   |
| 7D Mark II   |
| 50D          |
| 60D          |
| 70D          |
| 100D         |
| 200D         |
| 500D         |
| 550D         |
| 600D         |
| 650D         |
| 700D         |
| 750D         |
| 1100D        |
| M            |

Es werden Versionen für 5D und 7D und 1200D angeboten, diese werden jedoch aktuell nicht aktiv weiterentwickelt.
Neben den mit dem Betriebssystem DryOS betriebenen Kameras gibt es drei bekannte Entwicklungspfade für Kameras mit dem älteren Betriebssystem VxWorks (vor 2007), 5Dclassic, 40D und 1000D, die sich anscheinend von der Firmwarestruktur sehr ähneln. Für die 5D wurde bereits ein Build veröffentlicht, Nightly Builds für die 40D und 1000D mit begrenztem Funktionsumfang sind existent, hingegen keine offiziellen Releases.

## Arbeitsweise
Magic Lantern nutzt ein Canon-Entwicklerfeature, bei dem während des Kamerastarts eine Datei auf der Speicherkarte ausgeführt wird. Durch dieses Feature ist es möglich, ohne Änderung des ROMs bzw. der darin enthaltenen Firmware die Erweiterung in den RAM zu laden und jederzeit durch Austausch der Speicherkarte zu deaktivieren.

## Funktionsüberblick
Die wichtigsten Eigenschaften sind:
- RAW-Videos (14 bit pro Pixel Bayer-Sensor-Daten, bis über 100 MByte/s)
- Dual-ISO-Modus (Erweiterung des Dynamikumfangs in einem Bild)
- Fokus-Peaking, Follow Focus
- Cropmarks (benutzerdefinierte Zuschnittlinien)
- Audio-Pegelkontrolle
- feinere ISO-Schritte
- HDR-Videos
- „Zebra-Modus“ (markiert Flächen ohne Bildinformationen und Bereiche mit Über- und Unterbelichtung vor der Aufnahme)
- Schnittmarken
- Belichtungsreihen für HDR-Fotografie
- Intervalometer und Belichtungsanpassung für Zeitrafferaufnahmen
- Bitratensteuerung im Filmmodus

Zudem ist Magic Lantern über zusätzliche Module, von denen einige bereits in den Main Builds enthalten sind, und (bei aktiviertem Lua-Modul lua.mo) über Lua-Skripte erweiterbar. Geplant sind außerdem ein präziser HDMI-Ausgang, eine anamorphe Vorschau sowie benutzerdefinierte Gradationskurven.
Ursprünglich für den Einsatz in der DSLR-Filmproduktion entwickelt, stellen die erweiterten Funktionen von Magic Lantern auch nützliche Werkzeuge für Fotografen zur Verfügung.

## Ausgewählte Screenshots erweiterter Funktionen

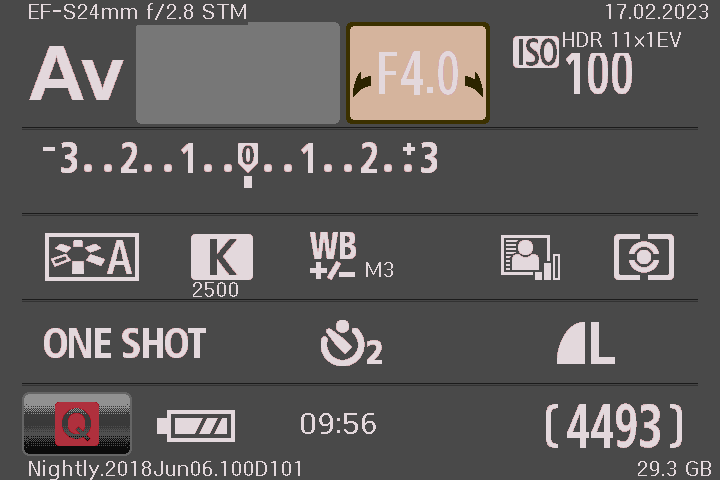
Hauptbildschirm mit zusätzlichen Informationen
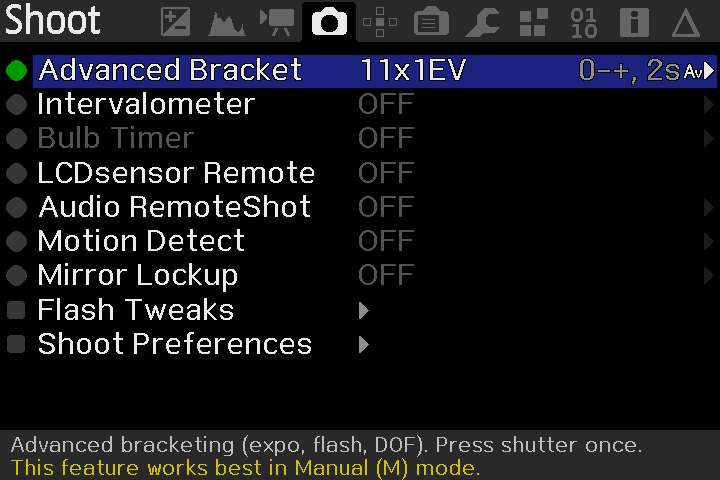
Shoot-Menü mit erweiterten Funktionen für Fotografen
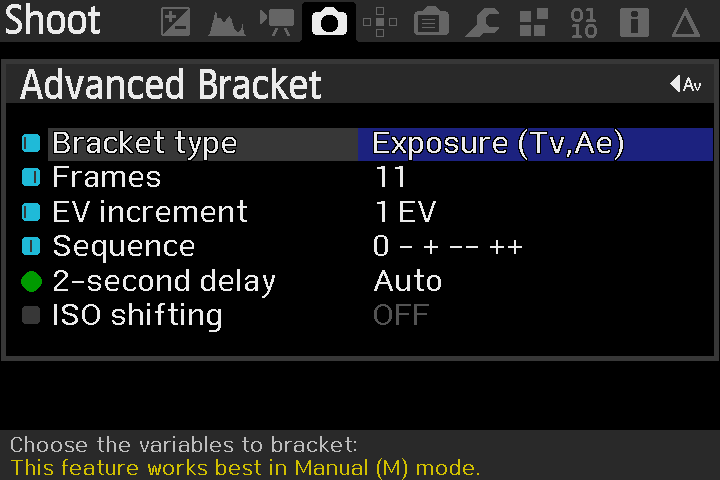
Advanced Bracket-Optionen mit bis zu 11 Bildern
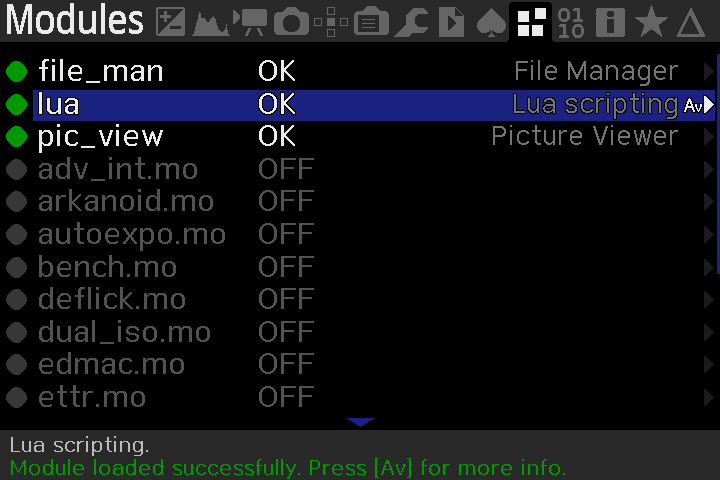
Erweiterbarkeit über Module und Lua-Skripts
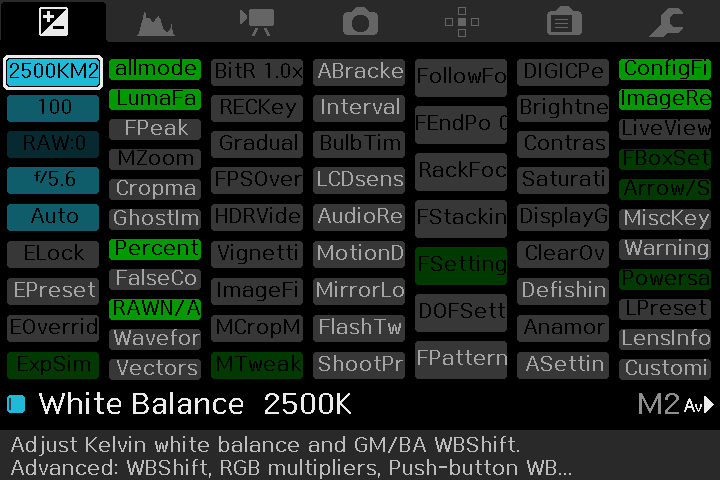
Übersichts-Bildschirm über alle Funktionen

## Herstellergarantie
Da Magic Lantern nicht die originale Canon-Firmware ersetzt und auch nicht den Speicherinhalt des ROM modifiziert, birgt die Erweiterung wenige Risiken und ist leicht wieder zu entfernen. Canon selbst machte keine offiziellen Aussagen zur Firmwareerweiterung, weder bezüglich Garantie noch Funktionserweiterungen, hat jedoch als Reaktion auf E-Mails erklärt, dass die Garantie keine Schäden decken wird, die durch Drittanbieter-Firmware verursacht worden sind. Decken wird sie nicht damit zusammenhängende Probleme, wie etwa nicht funktionierende Tasten, selbst wenn Drittanbieter-Firmware installiert wurde.